# Jean Lucienbonnet
Jean Lucienbonnet (Nizza, 1923. január 7. – Enna, 1962. augusztus 19.) francia autóversenyző.

## Pályafutása
1958-ban honfitársával, Robert Mougin-al együtt rajthoz állt a Le Mans-i 24 órás versenyen. Kettősük végül a tizennyolcadik helyen zárt.
1959-ben jelen volt a Formula–1-es világbajnokság monacói nagydíján. Jean a futamra már nem tudta kvalifikálni magát.
1962-ben egy a szicíliai Pergusában rendezett Formula Junior versenyen vesztette életét.

## Eredményei

### Le Mans-i 24 órás autóverseny
| Év   | Csapat                        | Autó    | Csapattárs    | Helyezés |
| ---- | ----------------------------- | ------- | ------------- | -------- |
| 1958 | Automobiles Deutsch et Bonnet | DB HBR4 | Robert Mougin | 18.      |

### Teljes Formula–1-es eredménysorozata
(Táblázat értelmezése)

(Félkövér: pole-pozícióból indult; dőlt: leggyorsabb kört futott) 

| Év   | Csapat            | Modell          | Motor             | 1      | 2   | 3   | 4   | 5   | 6   | 7   | 8   | 9   | Helyezés | Pont |
| ---- | ----------------- | --------------- | ----------------- | ------ | --- | --- | --- | --- | --- | --- | --- | --- | -------- | ---- |
| 1959 | Jean Lucienbonnet | Cooper T45 (F2) | Climax Straight-4 | MON Nk | 500 | NED | FRA | GBR | GER | POR | ITA | USA | -        | 0    |